# غارث دا سيلفا
غارث دا سيلفا (بالإنجليزية: Garth da Silva) (مواليد 28 ديسمبر 1973) هو ملاكم نيوزيلندي، مثّل بلاده في الألعاب الأولمبية الصيفية 1996.

## روابط خارجية
غارث دا سيلفا على موقع أوليمبيديا (الإنجليزية)
- غارث دا سيلفا على موقع اتحاد ألعاب الكومنولث (مؤرشف) (الإنجليزية)